# 33P/Даниэля
Комета Даниэля (33P/Daniel) — короткопериодическая комета из семейства Юпитера, которая была открыта 7 декабря 1909 года американским астрономом Закеусом Даниэлем в обсерватория Холстеда. Он описал её как диффузный объект 9,0 m с различимым ядром яркостью 13,0 m. Комета обладает довольно коротким периодом обращения вокруг Солнца — чуть более 8,0 лет.
- Орбита кометы Даниэля и её положение в Солнечной системе

## История наблюдений
Открытие кометы произошло уже после прохождения перигелия в день максимального сближения с Землёй, поэтому к тому моменту она уже достигла своей наибольшей яркости, которую сохраняла вплоть до середины декабря. Последняя фотография кометы 1909 года была получена 12 апреля немецким астрономом Максом Вольфом. На ней она имела яркость менее 16,0 m, а размер комы менее 1 ' угловой минуты в поперечнике. Несмотря на тщательное изучение орбиты этой кометы после её открытия советским астрономом Александром Дубяго, обнаружить комету в годы трёх последующих возвращений (1916, 1923 и 1930) так и не удалось.
Летом 1936 года японский астроном Хидэво Хиросэ пересчитал орбиту Дубяго с учётом возможных гравитационных возмущений со стороны Юпитера в период с 1923 по 1936 год и предсказал дату следующего прохождения перигелия 28 января 1937 года, отметив также, что это возвращение будет благоприятным для наблюдения. Комета была восстановлена 31 января 1937 года японским астрономом Син-Ичи Симидзу с помощью 80-мм астрографа после длительных поисков вблизи указанных Хиросэ координат. Симидзу описал комету как диффузный объект 13,0 m без центральной конденсации. Подтверждающие фотографии были получены Симидзу 2 и 3 февраля, причём на них магнитуда кометы была оценена уже как 12,5 m. Как оказалось, расчёты Хиросэ нуждались в коррекции всего на —0,71 суток. К моменту открытия комета уже миновала перигелий и медленно приближалась к Земле, но несмотря на это её яркость неуклонно падала. Последний раз её наблюдали 1 апреля в обсерватории Пино Торинезе.
Во все остальные возвращения, кроме 1957 и 1971 годов, комета успешно наблюдалась. Наблюдения зимой 2009 года отметили несколько небольших вспышек яркости кометы в период с 20 по 23 февраля, которая кратковременно увеличивала её блеск с 18,0 m до 14,0 m звёздной величины.

## Сближение с планетами
В XX веке комета испытала три тесных сближения с Землёй и четыре с Юпитером. В начале XXI века произошло лишь одно не очень тесное сближение с Юпитером, которое, тем не менее, привело к небольшим изменениям в орбите. 
- 0,42 а. е. от Земли 7 декабря 1909 года; (способствовало открытия кометы);
- 0,65 а. е. от Юпитера 5 февраля 1912 года; (способствовало тому, что комета была потеряна для трёх возвращений);
  - увеличение расстояния перигелия с 1,38 а. е. до 1,53 а. е.;
  - увеличение орбитального периода с 6,48 до 6,80 лет;
- 0,88 а. е. от Земли 12 ноября 1936 года;
- 0,60 а. е. от Земли 13 декабря 1943 года;
- 1,38 а. е. от Юпитера 9 сентября 1948 года;
  - уменьшение расстояния перигелия с 1,53 а. е. до 1,46 а. е.;
  - уменьшение орбитального периода с 6,80 до 6,66 года;
- 0,53 а. е. от Юпитера 23 июля 1959 года;
  - увеличение расстояния перигелия с 1,46 а. е. до 1,66 а. е.;
  - увеличение орбитального периода с 6,66 до 7,09 лет;
- 0,25 а. е. от Юпитера 16 февраля 1995 года;
  - увеличение расстояния перигелия с 1,65 а. е. до 2,16 а. е.;
  - увеличение орбитального периода с 7,06 до 8,07 года;
- 1,39 а. е. от Юпитера 2 декабря 2018 года;
  - увеличение расстояния перигелия с 2,16 а. е. до 2,24 а. е.;
  - увеличение орбитального периода с 8,07 до 8,29 лет.